# Oktay Vural

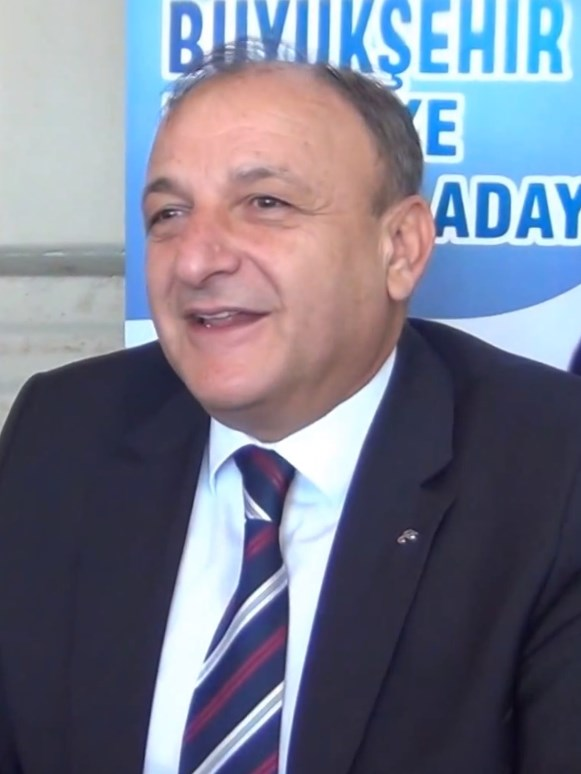
Oktay Vural

Oktay Vural (* 9. Februar 1956 in Diyarbakır) ist ein türkischer Wirtschaftsjurist, Amtsträger und Fraktionsvorsitzender der rechtsextremen Partei der Nationalistischen Bewegung (MHP).
Er vollendete 1979 die Fakultät für Jura der Universität Istanbul, erhielt seinen Master 1983 im Finanzdepartement der Fakultät für Wirtschaftswissenschaften der Ägäis-Universität und 1987 seinen Wirtschafts-PhD im Institut für Sozialwissenschaften der Universität des 9. September. Er wurde 1988 Hilfsdozent an der Fakultät für Wirtschaftswissenschaften und Verwaltungswissenschaften der Universität des 9. September.
Später wurde er Vorstandsvorsitzender und Generaldirektor der BOTAŞ Boru Hatları ile Petrol Taşıma A.Ş., Mitglied des Aufsichtsgremiums Devlet Denetleme Kurulu des Präsidentenamtes, Vorstandsvorsitzender und Generaldirektor der Türkiye Gübre Sanayi A.Ş., Mitglied im Demokraside Birlik Vakfı sowie in der Parlamentarischen Versammlung der NATO.
Bei den Wahlen 1999 wurde er zum Abgeordneten für Izmir in die Große Nationalversammlung gewählt und Vorsitzender des Parlamentarischen Ausschusses für Industrie, Handel, Energie, natürliche Ressourcen, Information und Technologie. Der DSP-Ministerpräsident Bülent Ecevit ernannte ihn am 30. Juli 2001 zum Transportminister im Kabinett Ecevit V, was er bis zum 5. August 2002 blieb. Vural wurde 2007 und 2011 wieder Abgeordneter und MHP-Fraktionsvorsitzender.
Vural war seit 1988 verheiratet und hat mit seiner Frau († November 2014) zwei Kinder und ist Mitglied im Galatasaray-Kongress.